# Guilliers
Guilliers é uma comuna francesa na região administrativa da Bretanha, no departamento Morbihan. Estende-se por uma área de 35,5 km². Em 2010 a comuna tinha 1 451 habitantes (densidade: 40,9 hab./km²).